# 恰多格烏帕齊拉
恰多格乌帕齐拉是孟加拉国蘇納姆甘傑縣的一个乌帕齐拉，位於錫爾赫特专区的蘇納姆甘傑縣。

## 人口
據1991年孟加拉國人口普查，恰多格共有戶數43727戶，人口273153人。其中男性佔比51.05%，女性佔比48.95%；成年人口135,445人。該地7歲以上人口之平均識字率為24.5%，低於全國平均值（32.4%）。